# Wälder und Quellen des Almetals
Wälder und Quellen des Almetals este o arie protejată (arie specială de conservare — SAC, sit de importanță comunitară — SCI) din Germania întinsă pe o suprafață de 472,79 ha, integral pe uscat.

## Localizare
Centrul sitului Wälder und Quellen des Almetals este situat la coordonatele 51°25′36″N 8°39′54″E / 51.4267°N 8.665°E.

## Înființare
Situl Wälder und Quellen des Almetals a fost declarat sit de importanță comunitară în martie 2001 pentru a proteja 1 specie de animale. Situl a fost protejat și ca arie specială de conservare în mai 2008.

## Biodiversitate
Situată în ecoregiunea continentală, aria protejată conține 9 habitate naturale: Cursuri de apă de la nivel de câmpie la nivel montan, cu vegetație Ranunculion fluitantis și Callitricho-Batrachion, Liziere de ierburi înalte hidrofile de câmpie și de nivel montan până la alpin, Izvoare petrifiante cu formare de travertin (Cratoneurion), Pante stâncoase calcaroase cu vegetație casmofită, Peșteri inaccesibile publicului, Păduri de fag Luzulo-Fagetum, Păduri de fag Asperulo-Fagetum, Păduri pe pante, grohotișuri și ravene de Tilio-Acerion, Păduri aluvionare cu Alnus glutinosa și Fraxinus excelsior (Alno-Padion, Alnion incanae, Salicion albae).
La baza desemnării sitului se află o specie protejată de  pești: cicar (Lampetra planeri).
Pe lângă speciile protejate, pe teritoriul sitului au mai fost identificate 2 specii de plante.